# 伐氏高體鯧
伐氏高體鯧為輻鰭魚綱鱸形目鯧亞目長鯧科的其中一種，分布於東大西洋區，從幾內亞灣至南非；西印度洋及西南太平洋紐西蘭等海域，棲息深度40-500公尺，屬深海魚類，體長可達100公分，屬肉食性，以頭足類、海鞘、小魚等為食。

## 擴展閱讀
維基物種上的相關：伐氏高體鯧